# Senotainia egregia
Senotainia egregia är en tvåvingeart som först beskrevs av Zimin 1928.  Senotainia egregia ingår i släktet Senotainia och familjen köttflugor.
Artens utbredningsområde är Uzbekistan. Inga underarter finns listade i Catalogue of Life.